# 9Y busz (Miskolc)
A miskolci 9Y jelzésű autóbuszjárat villamospótlóként járt a Marx tér (ma Újgyőri főtér) és az Iván utca között. Akkor vezették be, amikor a 4-es villamost a villamospálya elhasználódása miatt leállították.
| 9Y (Marx tér – Iván utca) | 9Y (Marx tér – Iván utca) | 9Y (Marx tér – Iván utca) | 9Y (Marx tér – Iván utca) | 9Y (Marx tér – Iván utca) |
| Perc (↓)                  | Megállóhely               | Perc (↑)                  | Átszállási kapcsolatok    | Intézmények               |
| 0                         | Marx tér                  | 6                         |                           |                           |
| 2                         | Vasgyár                   | 4                         |                           |                           |
| 3                         | Vasgyári temető           | 3                         |                           |                           |
| 6                         | Iván utca                 | 0                         |                           |                           |
| ------------------------- | ------------------------- | ------------------------- | ------------------------- | ------------------------- |